# Lesja Tsurenko
Lesja Viktorivna Tsurenko (ukrainsk: Леся Вікторівна Цуренко, født 30. maj 1989 i Volodymyrets, Sovjetunionen) er en professionel kvindelig tennisspiller fra Ukraine.